# Шмиріна Євгенія Ігорівна
Євгенія Ігорівна Шмиріна (нар. 16 вересня 1989, Миколаїв) — німецько-українська шахістка, віце-чемпіонка першості Європи серед дівчат до 14 років (2002).

## Біографія
У 1994 році стала наймолодшою учасницею першості України серед дівчаток до 10 років.
У 1997 році брала участь у міжнародному турнірі в Польщі, посівши перше місце серед дітей до 8 років.
У 1998 році стала чемпіонкою України зі швидких шахів серед дівчат до 12 років. В першості світу серед дівчаток до 10 років в Іспанії набрала 7 очок з 11 можливих і розділила 10-15 місця.
У 1999 році в першості України серед дівчаток до 10 років посіла 2-3 місце.
У 2000 році разом з сім'єю переїхала в Дрезден, де навчалася у міжнародного майстра Мирослава Шварца.
У 2001 році стала чемпіонкою Німеччини серед дівчаток до 12 років і, одночасно, віце-чемпіонкою серед хлопчиків.